# Mayeogbe
Mayeogbe, död 1774, var alaafin, monark, i Oyoriket mellan 1772 och 1774.